# Koczur Ferry
Ferenc Kocsur ou Frans Koczur dit Koczur Ferry est un footballeur puis entraîneur hongrois naturalisé français. Il est né le 2 septembre 1930 à Brunssum (Pays-Bas) et décédé le 19 septembre 1989 à Nice (Alpes-Maritimes).

## Biographie
Amateur à la Combelle, il a évolué comme inter ou demi droit. il n'a connu que deux clubs au cours de sa carrière professionnelle : Saint-Étienne de 1949 à 1956, puis Nice de 1956 à 1962. Il effectue ensuite une carrière d'entraîneur dans le club des Aiglons : s'occupant successivement de 1963 à 1979 des jeunes, de l'équipe réserviste (en division 3) pour terminer avec l'équipe professionnelle.
Un stade de Nice honore son nom depuis sa mort en 1990.

## Carrière de joueur
- 1947-1949 : La Combelle CCA
- 1949-1956 : AS Saint-Etienne
- 1956-1962 : OGC Nice

## Carrière d'entraîneur
- 1963-1978 : OGC Nice (entraîneur des jeunes puis de l'équipe de D3)
- 1978-1979 : OGC Nice

## Palmarès
- International A  en 1952 (3 sélections)
- Vainqueur de la Coupe Drago 1955 avec l'AS Saint-Étienne
- Champion de France 1959 avec l'OGC Nice
- 275 matches et 40 buts marqués en Division 1 (166 m et 31 b à l'AS Saint-Étienne ; 109 m et 9 b à l'OGC Nice)